# 陆军参谋长 (印度)
陆军参谋长（Chief of the Army Staff，缩写：COAS；非正式称呼为Army Chief）是印度陆军参谋长和最高级别军官。 他是印度国防参谋长的首席顾问，也是印度總統的重要军事顾问。其前身是1947年建立的印度陆军总司令（Commander-in-Chief, Indian Army），1948年改现名。